# Hamshorn
Hamshorn (Fries: Hamsherne) is een buurtschap in de gemeente Achtkarspelen, in de Nederlandse provincie Friesland.
De buurtschap ligt tussen Harkema en Drogeham, waartoe de nederzetting gerekend wordt. Hamshorn ligt aan de N369.
Hamshorn wordt voor het eerst vroeg in de zeventiende eeuw genoemd. In de negentiende eeuw werd ook wel Hemshorn gebruikt. Het eerste del van het toponiem verwijst naar De Ham, de verkorte naam van Drogeham. Het tweede deel komt van het Friese hoarne [’ho.ənə] of herne [’hɛnə], dat '(inspringende) hoek' betekent.
Dorpen: Augustinusga · Boelenslaan · Buitenpost · Drogeham · Gerkesklooster · Harkema · Kootstertille · Stroobos · Surhuisterveen · Surhuizum · Twijzel · Twijzelerheide

Buurtschappen: Barghiem · Blauwhuis · Blauwverlaat · Buweklooster · Buwetille · De Kooten · De Laatste Stuiver · Dijkhuizen · Egypte · Gerben Allesverlaat · Hamsterpein · Hamshorn · Hiltjemoeiswouden · Jachtveld · Kortwoude · Kuikhorne (deels) · Lutkepost · Monniketille · Ophuis · Opperkooten · Rohel · Roodeschuur · Surhuizumer Mieden · Uitland · Vierhuizen · Westerend · Wildpad (deels) · Wildveld

Friesland: Steden en dorpen      Nederland: Provincies · Gemeenten